# Jan Keuchel
Jan Keuchel (gebürtig in Essen) ist ein deutscher Jurist. Er ist seit August 2024 Pressesprecher bei der Landesbeauftragten für Datenschutz und Informationsfreiheit in Nordrhein-Westfalen. Davor war Keuchel unter anderem viele Jahre lang Journalist für das Handelsblatt und Rechtsanwalt. Er wurde für seine Arbeit mehrfach mit Journalistenpreisen ausgezeichnet.

## Leben und Karriere
Keuchel wurde als drittes von vier Kindern in Essen geboren und wuchs am Niederrhein auf. Er ist einer der Enkel des Historikers Fritz Gause. Von 1984 bis 1991 studierte er Jura, zunächst in Marburg, später in Köln. Nach dem ersten Staatsexamen absolvierte er in der Domstadt sein Referendariat. Dort ließ er sich nach bestandenem 2. Examen auch 1995 als Rechtsanwalt nieder. Zeitgleich begann er eine Tätigkeit als Redakteur der juristischen Fachzeitschrift MDR (Monatsschrift für Deutsches Recht) des Verlags Dr. Otto Schmidt, deren Co-Redaktionsleiter er wenige Jahre später wurde.
Im November 1999 wechselte Keuchel zur Düsseldorfer Wirtschafts- und Finanzzeitung Handelsblatt. Dort war er zunächst als Politik-Redakteur, Schwerpunkt Steuerpolitik, tätig. Ab 2003 wurde er beim Handelsblatt als Reporter eingesetzt, 2010 ging er für die Zeitung als Auslandskorrespondent nach Tokio, wo er unter anderem über das schwere Erdbeben vom 11. März 2011, den dadurch ausgelösten Tsunami und die Zerstörung des Atomkraftwerks nahe Fukushima berichtete. Aus Sorge um die Gesundheit seiner jungen Familie wegen des in Tokio niedergegangenen radioaktiven Caesiums und Strontiums kehrte er Ende 2011 frühzeitig nach Deutschland zurück.
Anfang 2012 begann Keuchel in Düsseldorf im neu geformten Investigativ-Team des Handelsblatts. Auf seine Recherchen gehen Enthüllungen zurück wie der als „Schottdorf-Affäre“ bekannt gewordene Justizskandal in Bayern. Keuchel deckte zudem die Hintergründe eines Millionen-Deals des Energiekonzerns EnBW mit dem russischen Lobbyisten Andrej Bykov auf und interviewte Bykov dazu. Er publizierte zudem zu fragwürdigen Kooperationen zwischen Ärzten und der Pharma-Industrie. Unter anderem zu diesem Thema produzierte er mehrere Filme für den Westdeutschen Rundfunk, etwa eine „story“ mit dem Titel „Gefährliche Herzmedikamente – wie Risiken verschwiegen werden.“
Keuchel verfasste Artikel zur „Diesel-Affäre“, dem weltweiten Wirtschaftsskandal um manipulierte Abgastests durch deutsche Autohersteller. Er erhielt dafür zwei Journalistenpreise und mehrere Nominierungen.
Die schwierigen Seiten seines Berufs lernte Keuchel unter anderem 2015 kennen. Als er zusammen mit seinem Kollegen Sönke Iwersen über die Insidergeschäfte des Finanzinvestors Peter Löw berichtete, versuchte dieser, die Journalisten in Haft zu bringen. Löws Versuch scheiterte schließlich nach Monaten vor Gericht.
Im September 2021 erschien im Verlag C.H. Beck sein Buch Tatort Polizei, das er zusammen mit einer Kollegin veröffentlichte und das sich kritisch mit dem Thema Polizeigewalt, Rassismus in der Polizei und fehlende Kontrolle des Polizeiapparats beschäftigt Zu diesem Thema hatten die Autoren zuvor in der ARD eine TV-Reportage veröffentlicht.
Im Sommer 2023 erschien im Hummelshain Verlag sein erstes Kinder-/Jugendbuch Ninja Kenzo und das wärmende Herz.
Mitte 2023 verließ Keuchel das Handelsblatt und wechselte in das von Ministerin Doreen Denstädt (Bündnis 90/Die Grünen) geführte Thüringer Ministerium für Migration, Justiz und Verbraucherschutz, wo er bis Ende 2023 im Koordinierungsstab des geplanten Amtes für Migration und Integration tätig war. Zum Februar 2024 wechselte er in die Position des stellvertretenden Pressesprechers. Im August 2024 übernahm Keuchel die Position des Pressesprechers bei der Landesbeauftragten für Datenschutz und Informationsfreiheit in NRW.
Keuchel lebt in der Nähe von Düsseldorf. Er ist verheiratet und Vater eines Sohnes.

## Auszeichnungen
- 2015: Wächterpreis der deutschen Tagespresse (zusammen mit Sönke Iwersen) für die Enthüllung der so genannten „Schottdorf-Affäre“[2]
- 2019: Wächterpreis der deutschen Tagespresse (zusammen mit einem Autorenteam) für die umfassende Berichterstattung über die Diesel-Affäre[9]
- 2019: Friedrich-Vogel-Preis in der Kategorie Print (zusammen mit René Bender, Sönke Iwersen und Volker Votsmeier) für den Beitrag „Wenn die Kontrolle versagt“ zum Versagen der Compliance im VW-Konzern[10]
- 2019: Journalist des Jahres, Platz 5, Kategorie Team[11]
- 2022: Nominierung Menschenrechtsfilmpreis[12]